# جنگ‌های نادرشاه در داغستان
جنگ‌های نادری در داغستان به معنی نبردهایی است که سپاه ایران در زمان پادشاهی نادرشاه افشار در شمال قفقاز انجام داد. این جنگ‌ها بین امپراتوری افشار و لزگی‌ها و سایر اقوام ساکن شمال قفقاز روی داد و در نهایت با پیروزی ایران، داغستان به ایران ضمیمه شد. در این نبردها ایران افشاری دربرابر لزگی‌ها و هزاران نفر از قبایل شمال قفقازی به‌طور متناوب در دهه ۱۷۳۰ میلادی در خلال نخستین عملیات نظامی نادرشاه در قفقاز شروع شد و تا زمان قتل وی در سال ۱۷۴۷ با درگیری‌ها و حملات جزئی ادامه یافت. زمین بسیار سخت قفقاز شمالی، کار تسخیر مناطق لزگی‌ها را به یک چالش بسیار سخت تبدیل کرده بود. با این وجود نادرشاه تعداد زیادی از قلعه‌های داغستانی‌ها را تصرف کرد و آنان را در آستانهٔ شکست قرار داد.

## جستارهاي وابسته
- نبرد یغوارد
- جنگ ایران و عثمانی (۱۷۳۵–۱۷۳۰)
- نبرد آق‌دربند
- محاصره گنجه (۱۷۳۴)
- کارزار قفقاز (۱۷۳۵)
- جنگ ایران و روسیه (۱۷۲۳–۱۷۲۲)